# Mauro Bergamasco
Mauro Bergamasco (Padova, 1º maggio 1979) è un ex rugbista a 15 italiano, in carriera terza linea ala vincitore di due scudetti col Benetton e due campionati francesi con lo Stade français; 106 volte internazionale per l'Italia dal 1998 al 2015, ha preso parte a cinque edizioni della Coppa del Mondo di rugby. È fratello maggiore di Mirco Bergamasco, ex rugbista di pari rilievo sportivo, e figlio del rugbista Arturo Bergamasco.

## Biografia
Mauro Bergamasco proviene da una famiglia di rugbisti: suo padre Arturo, anch'egli flanker, si guadagnò 4 presenze in Nazionale negli anni settanta e suo fratello Mirco è stato anch'egli rugbista e internazionale per l'Italia.
Cresciuto nelle giovanili del Petrarca, esordì in prima squadra nel 1998, a 19 anni. Nel biennio successivo rimase a Padova, poi si trasferì alla Benetton Treviso, club con il quale divenne. campione d’Italia in due occasioni, nel 2000-01 e nel 2002-03.
Dal 2003 ha militato nella squadra parigina dello Stade Français, dove ha giocato anche il fratello Mirco (dal 2003 all'inizio del 2010), e vanta la vittoria nel campionato francese nelle stagioni 2003-04 e 2006-07.
In Nazionale fin dall'era-Coste (il suo debutto risale al 18 novembre 1998 contro i Paesi Bassi), Bergamasco ha disputato cinque edizioni della Coppa del Mondo e tutte le edizioni del Sei Nazioni fino al 2010, a eccezione di quella del 2004. Vanta 14 mete in Nazionale, tre in meno del fratello Mirco, attuale detentore del primato di mete in azzurro tra i giocatori in attività.
Durante il Sei Nazioni 2007 ricevette dall'IRB una squalifica di quattro settimane per un pugno rifilato al gallese Stephen Jones, porgendo in seguito le proprie scuse. Nel 2008 incorse invece in uno stop di tre mesi per un eye-gouging (dito infilato nell'occhio) ad un altro gallese, Lee Byrne. Ammessa la propria colpevolezza di fronte alla commissione, fu squalificato sino a giugno. Il ricorso presentato contro il provvedimento non andò a buon fine, aumentando inoltre lo stop di quattro settimane.
Rimasto svincolato nel novembre 2011 per il mancato rinnovo contrattuale da parte dello Stade français, Bergamasco fu invitato a far parte della selezione dei Barbarian per un incontro nel novembre successivo contro un XV dell'Australia; il 3 dicembre raggiunse infine un accordo con la franchigia italiana degli Aironi, formazione di Pro12; allo scioglimento della squadra nel 2012 e al subentro nella competizione delle Zebre, Bergamasco passò in quest'ultima squadra dalla stagione 2012-2013.
Si ritirò dal rugby giocato l'11 ottobre 2015 al termine dell'avventura italiana nella Coppa del Mondo di rugby. Il 7 luglio 2016 il Petrarca annunciò che Mauro Bergamasco sarebbe entrato a far parte dello staff tecnico del Petrarca Rugby Junior con il compito di responsabile della formazione degli allenatori e della applicazione della linea tecnica. Dal 2018 è commentatore tecnico delle partite di Pro14 sulla piattaforma DAZN. Dall'aprile 2022 ricopre il ruolo di direttore sportivo delle Tigri Bari, squadra militante nella serie C nazionale.

## Palmarès
- Campionati francesi: 2
Stade français: 2003-04, 2006-07
- Campionati italiani: 2
Benetton Treviso: 2000-01, 2002-03